# وسام جابور
وسام غابور هو وسام يمنح من قِبل الجمعية الملكية في لندن للأعمال المتميزة في تخصصات علوم الحياة والتخصصات الأخرى. انشأت الجائزة عام 1989 لتشريف ذكرى دنيس غابور وتمنح الجائزة كل سنتين. كان الوسام يمنح في البداية في تخصصات علوم الحياة خصوصًا في مجالات الهندسة الوراثية وعلم الأحياء الجزيئي. ولكن تم تغيير هذه المعايير لاحقًا للتعريف الحالي.